# Escalada
L'escalada és l'acció d'ascendir per un indret difícil, de pregona verticalitat, utilitzant les quatre extremitats del cos per a progressar.
A Catalunya aquesta activitat està associada al moviment excursionista i es regula des de la Federació d'Entitats Excursionistes de Catalunya.
L'escalada consta de múltiples disciplines segons el lloc, el medi, l'estil, etcètera.

## Escalada segons el medi
L'escalada és una tècnica que neix del muntanyisme. Amb l'afany de conquerir totes les muntanyes apareixen reptes que no es poden conquerir només caminant i és llavors quan apareix l'escalada. Dins del món de la muntanya ens podem trobar dos tipus de medis: la roca i el glaç.

### Escalada sobre roca
L'escalada sobre roca es desenvolupa en muntanyes de cotes baixes o situades en climes calorosos. L'escalada sobre roca consta de dues disciplines l'escalada lliure i l'escalada artificial. Alguns dels llocs més representatius de tot el món per a la pràctica de l'escalada sobre roca són Montserrat o Yosemite.

### Escalada sobre glaç

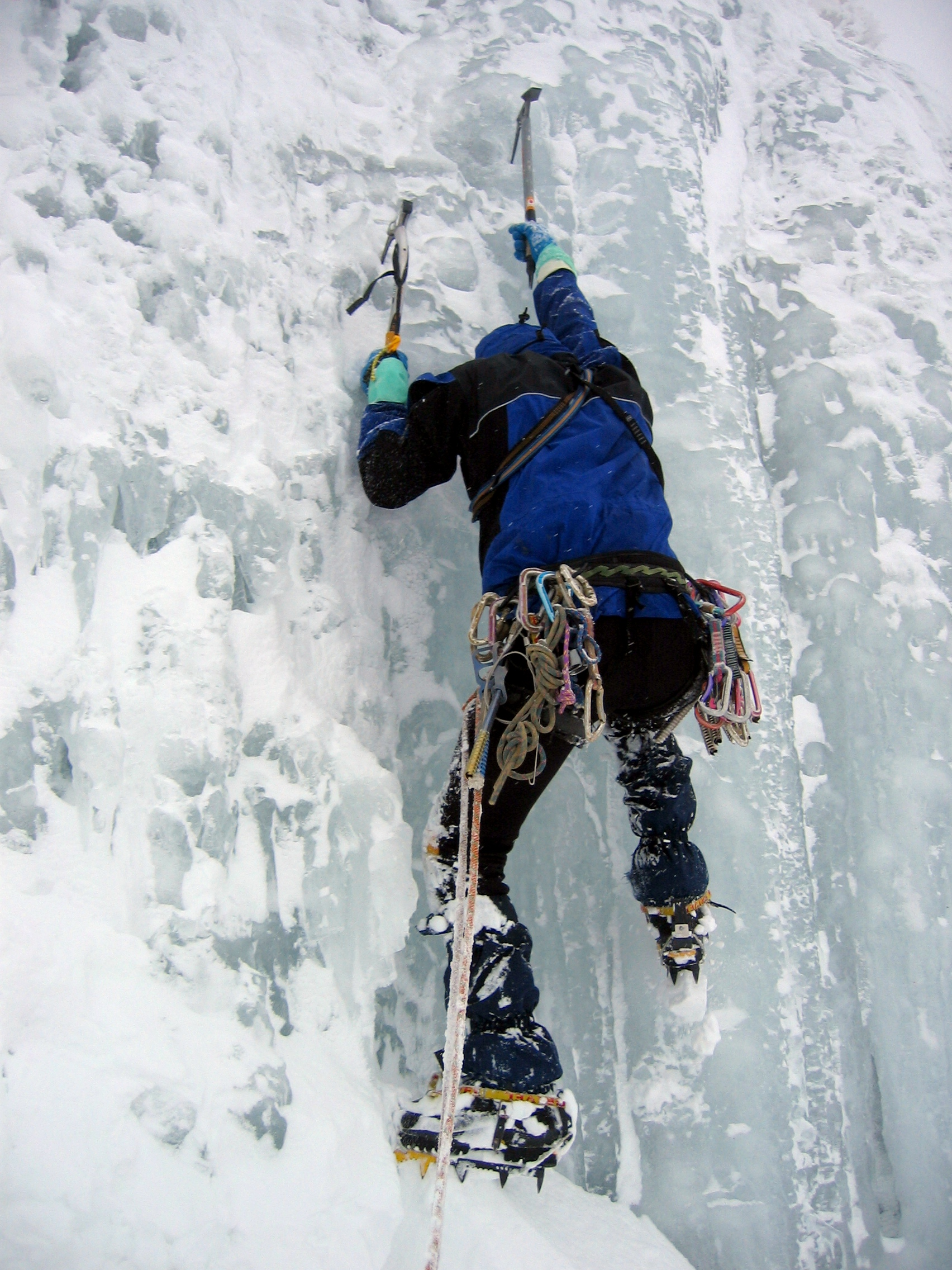
Escalada sobre glaç

L'escalada sobre parets glaçades ha anat passant de ser una tècnica pròpia de l'escalada clàssica a una especialitat en si mateixa. Des dels anys 80 alguns escaladors en gel han evolucionat cap a una forma més esportiva d'escalada intentant superar parets glaçades de grans verticals i desplomades sense utilitzar tècniques d'escalada artificial. S'intenta utilitzar exclusivament els piolets i els grampons com a mitjà de progressió. Bàsicament, l'escalada en gel s'ha centrat en l'ascensió de cascades gelades a l'hivern (cascadisme) i en els seracs o esquerdes de les geleres. Actualment existeixen modalitats competitives d'aquest especialitat. També s'estan desenvolupant tècniques de progressió amb piolets i grampons sobre la roca per a superar trams d'escalada seca entre dos trams de gel, aquesta especialitat es coneix com a dry tooling.

### Escalada mixta

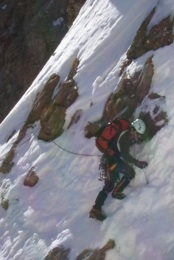
Escalada mixta

És l'escalada que progressa sobre un terreny a voltes rocós i a voltes gelat o amb neu. L'escalada mixta és més comunament coneguda com a alpinisme. L'alpinisme no és més que la pràctica del muntanyisme a la serralada dels Alps. La peculiaritat d'aquesta serralada fa que moltes de les seves muntanyes requereixin el domini de les tècniques de les dues disciplines (escalada sobre roca i escalada sobre glaç) per conquerir-les. Tot i que l'escalada mixta o alpinisme també es practica als Andes o a l'Himàlaia donant a lloc termes andinisme o himalayisme.

## Escalada segons l'estil
Una de les evolucions més importants en el món de l'escalada ha estat l'estil utilitzat per conquerir els reptes. El "com" s'escala una muntanya o una paret determina l'estil. Trobem dos estils.

### Escalada lliure
És l'escalada en què hom progressa només amb les mans i els peus. On els ancoratges només s'utilitzen per assegurar-se i protegir una possible caiguda.

#### Escalada en bloc o boulder
Nascuda com a tècnica d'entrenament l'escalada en bloc s'ha convertit en una disciplina per si mateixa. Es tracta de pujar petites parets i blocs de pedra en escalada lliure sense utilització de corda. Un petit matalasset o un company situat a sota poden ajudar a esmorteir les caigudes. Actualment es realitzen competicions d'aquesta disciplina. Aquesta disciplina es coneix també com a boulder, ja que a la ciutat de Boulder (Colorado, EUA) hi ha una zona de blocs coneguda arreu del món.

#### Escalada en solitari integral
Aquesta disciplina, poc difosa, proposa l'escalada de parets de gran alçada en lliure i sense la utilització de corda. Es tracta d'una especialitat d'alt risc on els errors signifiquen la mort. Malgrat això, alguns escaladors han aconseguit d'aquesta manera escalades de gran dificultat i compromís.

#### Escalada esportiva
Proposa l'ascensió de parets exclusivament en lliure i utilitzant la corda com a assegurança. Es tracta de la disciplina més practicada avui en dia. En la majoria d'ocasions es practica sobre vies curtes (fins a 30 metres) però existeixen també rutes llargues d'escalada esportiva (fins a 1.000 metres). L'escalada esportiva té circuits de competició, a tots els nivells, regits per una federació internacional.

#### Escalada psicobloc
Es tracta d'una especialitat de l'escalada en bloc. Consisteix a escalar parets sense corda però a alçades importants, habitualment sobre l'aigua per esmorteir les caigudes.
Per arribar fins a la paret es fan servir tota mena de mètodes (barques inflables, matalassos o simplement s'hi arriba nedant). El psicobloc es va desenvolupar a Mallorca a partir de l'any 1978 on s'ha convertit en referència internacional. En aquesta disciplina es valora la pressió psicològica que representa una caiguda en alçada sense corda (encara que sigui sobre l'aigua) a l'hora d'afrontar passos de gran dificultat.

### Escalada artificial

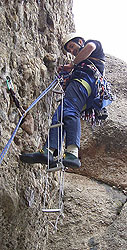
Escalada artificial

No confondre amb escalada indoor o rocòdrom. L'escalada artificial és una tècnica en què s'utilitza la tracció directa sobre els ancoratges per progressar. En principi va néixer com una recurs per a superar els passatges més difícils quan la progressió directa sobre la roca (lliure) era impossible per l'escalador. En l'actualitat és tant un recurs per a altres tipus d'escalada com una tècnica en si mateixa. En l'escalada artificial es valora la dificultat de col·locació dels ancoratges i el compromís i exposició que s'assumeix (risc). Es valora especialment renunciar a utilitzar ancoratges que perforin o canviïn la morfologia de la roca (escalada neta) i la progressió es realitza habitualment sobre estrebs (escaletes de 4 esgraons que es passen d'un ancoratge a un altre). Cordades catalanes han destacat històricament en aquesta tècnica.
L'escalada artificial no està exempta de polèmica: alguns escaladors la consideren antiesportiva i no accepten la seva utilització. Per altra banda, alguns especialistes de l'escalada artificial consideren poc ètica la col·locació d'ancoratges fixes a la muntanya: l'enfrontament entre aquestes dues maneres d'entendre l'escalada ha omplert algunes de les més interessants pàgines de debat ideològic dels muntanyencs.

### Escalada clàssica

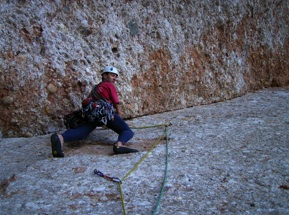
Escalada clàssica

Aquesta és la disciplina tradicional d'escalada, que té ja més de 100 anys d'història. Es tracta d'escalar parets de totes les mides utilitzant les tècniques de cordada alpina, o sigui, començant des de baix i fins a dalt d'una sola tirada i utilitzant tan sols allò que som capaços de portar. En aquesta disciplina el que es té en consideració és l'efectivitat, intentant arribar a dalt de la forma més ràpida i simple; s'hi utilitzen totes les tècniques de progressió: en lliure, en artificial, sobre neu o gel, etcètera, segons les circumstàncies del terreny.
El nom d'«escalada clàssica» no apareix fins als anys 80, quan cal diferenciar l'escalada tradicional de les noves tendències i propostes que es comencen a desenvolupar a final de segle xx (especialment l'escalada esportiva). Alguns escaladors anomenen a aquesta tendència «via llarga» tot i que aquest nom és poc adequat, ja que es poden portar les propostes de l'escalada clàssica, esportiva, artificial, gel o mixt…, tant a vies llargues com curtes.

## Escalada segons l'objectiu

### Escalada alpina
L'objectiu de l'escalada alpina és assolir el cim d'una muntanya o d'una paret.

#### Escalada de grans parets obig wall
Aquesta especialitat, provinent dels EUA, proposa l'escalada de grans parets verticals, de dificultat extrema, utilitzant tots els mitjans disponibles. L'escalada de grans parets requereix diversos dies de permanència en paret. El domini de les tècniques d'escalada artificial, de les pernoctes en paret (sovint sobre hamaques) així com el transport de càrregues pesants sobre la vertical són imprescindibles en aquesta especialitat.

### Escalada esportiva
L'objectiu de l'escalada esportiva és la dificultat de l'itinerari independentment de l'assoliment d'un cim o no.

## Escalada segons el lloc

### Escalada Indoor
És la pràctica de l'escalada en rocòdroms coberts (dins d'edificis). També ens podem trobar escalada en rocòdrom a l'exterior.

### Escalada outdoor

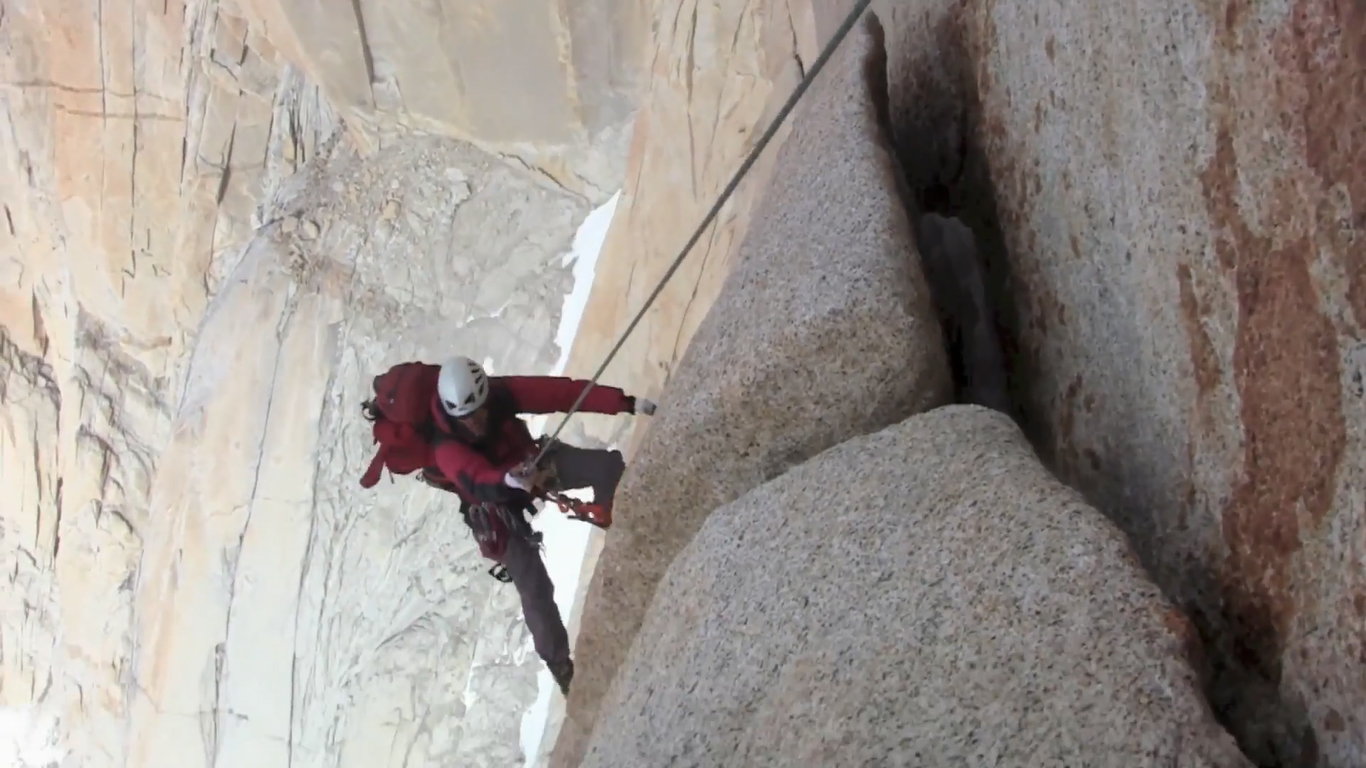
Escalada outdoor

És la pràctica de l'escalada a l'exterior, en el medi natural.

## Tècnica de progressió
- La tècnica bàsica consisteix en la utilització de la corda per assegurar la progressió de l'escalador.

- Els escaladors s'agrupen per "cordades" o grup d'escaladors units per una o més cordes.

- Les cordades acostumen a ser de dues o tres persones.

- El primer escalador comença l'ascensió col·locant "punts d'assegurança" (o ancoratges) a la paret assegurat pels seus companys que hauran de retenir la corda en cas de caiguda per evitar que pugui estavellar-se contra el terra.

- Un cop finalitzada la longitud de la corda (habitualment entre 30 i 50 metres) el primer escalador es fixarà a la paret en diversos ancoratges (reunió) i assegurarà la pujada dels companys retenint la corda d'aquests en cas de caiguda. Aquesta seqüència es realitzarà tantes vegades com sigui necessari fins a arribar al final de la paret realitzant el que s'anomena una via o itinerari d'escalada.

- La cordada també pot ser d'un sol escalador que realitzarà aleshores una "escalada en solitari", activitat que es considera de major dificultat.

- La progressió es pot realitzar sobre roca, neu o gel. En el cas de la roca la progressió normal es farà en "escalada lliure", utilitzant per avançar els accidents naturals de la mateixa roca (preses). Per a l'escalada lliure s'utilitza habitualment un calçat específic molt adherent anomenat "peus de gat". Molts escaladors fan servir també pols de magnesita (carbonat de magnesi) per a evitar la suor de les mans i millorar l'adherència.

- Quan la dificultat en lliure és superior a les capacitats de l'escalador aquest pot recórrer a l'"escalada artificial", utilitzant per a avançar la tracció directa sobre els ancoratges. En aquest cas l'escalador pot utilitzar els "estreps", unes escaletes de corda de 3 o 4 esglaons que s'aniran fent passar d'un ancoratge al següent per a facilitar la progressió. En l'escalada artificial es valora la dificultat de col·locar ancoratges que, sense perforar la roca, sustentin el pes de l'escalador. Les rutes es consideren més o menys difícils en funció de l'exposició i risc assumit per l'escalador.

- En el cas de la progressió sobre neu i gel l'escalador haurà d'utilitzar material específic de progressió: grampons i piolets. Els grampons són un complement, proveïts de punxes, que es fixen a les botes per a caminar sobre la neu i el gel. Els piolets són una espècie de pics per a tallar i aferrar-se a la neu i el gel, es porten a la mà i en escalada se n'acostumen a utilitzar dos, un a cada mà. L'escalador també pot utilitzar tècniques d'escalada artificial sobre gel, utilitzant aleshores caragols llargs que es poden caragolar directament sobre el gel.

## Graduació de la dificultat
En escalada la dificultat es mesura per graus. El grau es refereix a un tram d'escalada concret i existeixen diversos sistemes de graduació. La graduació és subjectiva, es quantifica per consens dels escaladors i està sotmesa a constants modificacions. Aquesta varia en funció del grau de desplom de la paret, de la mida de les preses i la distància entre aquestes, o la llargària.
A Catalunya s'utilitzen les següents graduacions:
Escalada esportivaEs fa servir la graduació francesa, amb nombres naturals amb grafia aràbiga, seguits per les lletres a, b o c, i el signe + per a especificar dificultats intermèdies. El grau més senzill en escalada esportiva és el 4a. Per sota d'aquest grau no té sentit "l'escalada esportiva". L'escala és oberta i sense límits; actualment, les màximes dificultats assolides es troben al 9è grau. A Catalunya podem trobar escalades de fins a 9b+ (extremadament difícils), com la internacionalment coneguda ruta de "La Rambla" (9a+), ubicada a Siurana (Tarragona) o "La Dura dura", a Oliana (Lleida), cotada com a 9b+. Aquests sectors, juntament amb Margalef o Santa Linya, aglomeren una gran quantitat de rutes de molt alta dificultat, fet que ha propiciat que escaladors de tot el món destinin llargues temporades a Catalunya per intentar encadenar aquestes vies de referència mundial.
Escalada clàssicaPer a l'escalada clàssica en lliure s'utilitza l'escala de la Unió Internacional d'Alpinistes (UIAA), però amb algun correctiu per a cada zona. S'expressa en nombres romans. S'hi pot afegir un + o un – per a matisar-ne el grau. L'escala és oberta per dalt; el grau més fàcil és el I, i a Catalunya s'estan aconseguint nivells de VII+. El grau català és un mica més difícil que el centreeuropeu. Per a l'escalada artificial s'utilitza el prefix A seguit d'un número de 0 a 5 amb els corresponents + i -. El més fàcil és el A0- i el més difícil el A5+. El grau Ae significa que es tracta d'escalada artificial equipada amb claus d'expansió fixes, i es considera de baixa dificultat. En lliure, el grau de l'escalada esportiva i clàssic són aproximadament iguals fins al Vº (5b), a partir d'aquí el grau esportiu matisa molt més la dificultat mentre el clàssic te molt més en consideració l'exposició i dificultat en la col·locació dels ancoratges. Els graus "baixos" (fins al IVº) poden ser molt importants en l'escalada clàssica on s'ha de tenir molt en consideració la llargada de la ruta, alçada snm., condicions meteorològiques, etc.
Escalada en neu i gelEl sistema de graduació tradicional es refereix exclusivament a la inclinació del pendent i s'expressa en graus d'inclinació. Un pendent del 50º es considera fàcil, i un del 90° és vertical i molt difícil. Un pendent de 95º o 100º signifiquen un tram de gel desplomat. L'actual proposta de graduació, acceptada per gairebé la totalitat d'escaladors del món, és una doble escala de 7 graus: una escala per l'exposició (perills objectius) que s'expressa en nombres romans (de l'I al VII) i una altra en nombres aràbics per la dificultat atlètica-esportiva (de l'1 al 7). Per al mixt es proposa, a més, una escala de l'M5 a l'M8.

## Equipament
L'equip dependrà del tipus d'escalada que hàgim d'abordar. Existeix un material "base" indispensable (com la corda). Normalment, el primer ascencionista, acostuma a fer una llista del material específic, que acompanya el croquis (o ressenya) de l'ascensió (o via d'escalada), i que es difon mitjançant les publicacions especialitzades (llibres, revistes, web…).
Material base
Una o dues cordes d'escalada (dinàmiques), normalment de 50m mínim, un talabard de seguretat o arnès d'escalada, sabates per a escalada (peus de gat per a la roca i/o botes d'alpinisme per al gel), mosquetons, cintes express o anelles, sistemes de frenada per assegurança i ràpel (ATC, gri-gri, revers, 8 a altre) i una cosa que molts escaladors han oblidat que el seu ús és molt important: un casc.
Material escalada esportiva
Normalment s'utilitza una sola corda de 10/11 mm de diàmetre i d'un mínim de 60 m de longitud. Les vies acostumen a tenir ancoratges fixes, per tant un assortit de cintes express ens serà suficient. S'acostuma a utilitzar magnesi (magnesita) per evitar la suor i millorar la presa de mà.
Material escalada clàssica
Normalment s'utilitzen dues cordes de 8/9 mm de diàmetre i d'un mínim de 50m de longitud. Les vies acostumen a no tenir gaires ancoratges fixes, per tant ens caldrà un assortit d'ancoratges recuperables que poden ser claus i afalcadors (o tascons) de diferents tipus (bicoins, excèntrics, friends i un llarg etc.).
Material escalada artificial
A més del material de clàssica ens caldran bàsicament els estreps. Molts escaladors utilitzen un ganxo per penjar-se dels ancoratges anomenat "Fi-fi" i un Provador (daisy chain) per a provar la solidesa dels ancoratges.
Material escalada en gel
Normalment s'utilitzen dues cordes de 8/9 mm de diàmetre i d'un mínim de 50 m de longitud. Les vies acostumen a no tenir ancoratges fixes, per tant ens caldrà un assortit d'ancoratges recuperables que poden ser cargols i claus de gel (els més utilitzats són el tipus Ice-free). A més ens caldrà un parell de grampons pels peus i el piolet, que en escalada s'acostuma a utilitzar per parelles (2) que molts anomenen "piolets tècnics".
Altres materials
En funció de les condicions de la muntanya on s'ha de realitzar l'escalada ens caldran materials específics de l'alpinisme que s'hauran de tenir molt en consideració en la preparació de l'ascensió. Aquest poden ser extremadament diversos, des d'un encenedor a una barca. En citarem alguns dels més habituals: roba i calçat d'alpinisme; sacs de dormir i matalassos; tendes i hamaques de paret; menjar d'expedició, fogonets i combustible; cantimplores, bidons i provisions d'aigua per dies; cordes fixes i material per a pujar petates, raquetes, esquís…
Classificació de l'equip d'escalada (proposta)
- Equip personal
  - Talabard o arnès
  - Peus de gat
  - Casc
- Cordes, cordinos i cintes.
  - Segons la seva elasticitat:
    - Cordes estàtiques
    - Cordes dinàmiques

  - Segons el seu ús:
    - Cordes simples
    - Cordes bessones
    - Cordes dobles
- Mosquetons
  - Normals
  - De seguretat
  - HMS

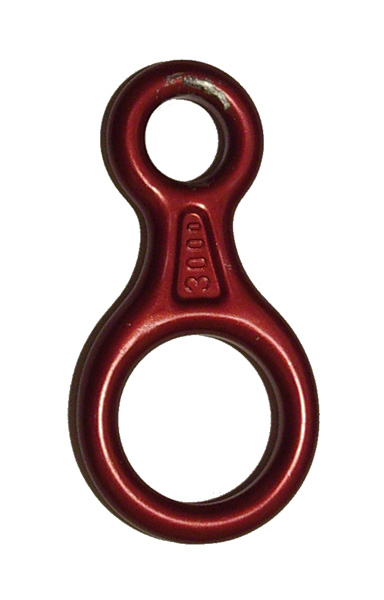
Un vuit, utilitzat per descensos en ràpel

- Frens. Hi ha una gran quantitat d'aparells que serveixen per assegurar la progressió d'un escalador
  - Gri-gri
  - Sum
  - Cinch
  - Plaques de fre
  - ABS
  - ATC
  - Revers
  - Nus dinàmic muntat sobre mosquetó HMS
- Descensors o descensors (com el "8" / vuit)
- Fixacions
  - Claus o Clavilles
  - Fisurers o empotradores
  - Friends
  - Tricams
  - Plom